# Noël Thiollier
Pour l’article homonyme, voir Thiollier.
Noël Auguste Emmanuel Thiollier, né à Saint-Étienne le 21 mars 1872 et mort à dans cette ville le 16 mars 1942, est un notaire et historien d'art français.

## Biographie
Noël Thiollier est le fils de Félix Thiollier, lui-même historien et archéologue. Après ses études secondaires à Saint-Étienne, il est admis à l'École nationale des chartes. Simultanément il suit des études de droit. Il devient notaire à Saint-Étienne.
Il se marie avec Anne-Marie Testenoire-Lafayette (née en 1881, elle meurt à 103 ans en 1984). Ils auront dix enfants, dont l'un, Jacques-Philippe, sera à son tour archéologue, diplômé de l'École des chartes.
Ses responsabilités furent nombreuses et diversifiées : il fut président de la Chambre des notaires de l'arrondissement de Saint-Etienne ;
conservateur des antiquités et objets d'art du département de la Loire ; correspondant de l'Académie royale d'archéologie de Belgique ; correspondant de la Commission des monuments historiques (en 1900) ; président de La Diana (1928-1942), membre du Conseil depuis sa création et inspecteur divisionnaire, puis inspecteur général de la Société française d'archéologie.
Noël Thiollier est aussi un propriétaire foncier important dans le département de la Loire.

## Publications

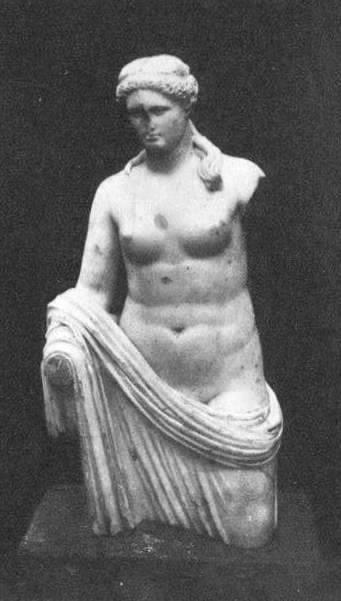
Vénus de Brizet, photographiée par Noël Thiollier

- [1897] Notice archéologique sur l'église de Rosières (Haute-Loire)  (ill. Félix Thiollier), Le Puy, impr. Régis Marchessou, 1897, sur 1886.u-bordeaux-montaigne.fr (BNF 34094692, lire en ligne).
- [Thiollier & Thiollier 1898] Art et archéologie dans le département de la Loire, Le Puy, impr. R. Marchessou, 1898, 101 fig. + 124, sur gallica.
- [1898] Note sur deux cuillers en bronze des XVe et XVIe siècles, trouvées en Forez  (ill. Félix Thiollier), Montbrison, impr. Éleuthère Brassart, 18980, sur 1886.u-bordeaux-montaigne.fr (lire en ligne).
- [1900] L'architecture religieuse à l'époque romane dans l'ancien diocèse du Puy  (ill. Félix Thiollier), Le Puy, impr. R. Marchessou, 1900, III-191 p., sur gallica (présentation en ligne, lire en ligne)C'est sa thèse, publiée en un grand volume abondamment illustré par Félix Thiollier et qui lui vaut en 1901 la première médaille du Concours des Antiquités de la France, à l'Académie des inscriptions et belles-lettres[6]. A. Vernière fait la critique élogieuse du livre dans un article de la revue Auvergne[7] "Le diocèse du Puy n'avait fait jusqu'à ce jour l'objet d'aucune étude archéologique un peu générale. Avant tout M. Thiollier s'est proposé une étude d'architecture. Il en a d'abord résumé les caractères dans le Velay puis il a donné comme pièces justificatives la monographie d'un nombre considérable de monuments.. Les reproductions graphiques y sont multipliées (plus de 350)... Il n'est pas de livre qui soit destiné à être plus utilement et plus fréquemment consulté".
- [Thiollier & Thiollier 1902] « L'Ancien clocher de la cathédrale de Valence », Revue de l'art chrétien,‎ janvier 1902 (lire en ligne [sur 1886.u-bordeaux-montaigne.fr], consulté en juillet 2022).
- [1903] Roger Palluat de Besset, Notes et documents pour servir à l'histoire de Saint-Étienne et de sa région (supplément des Annales de la Société d’Agriculture... de la Loire), Saint-Étienne, impr. Théolier, 1903, III-330 p. (présentation en ligne).
- [1940] « Une curieuse question d'urbanisme à Saint-Étienne : comment fut couvert le Furan, au XVIIe siècle dans sa traversée de la ville ? », dans Mélanges offerts à M. Jean Dufour, Montbrison, La Diana, 1940, p. 71-80.
- [Thiollier & Boudon-Lashermes 1943] Noël Thiollier et Albert Boudon-Lashermes, Les orfèvres du Puy-Notre-Dame, Le Puy, éd. Au Pigeonnier, 1943, 91 p., sur gallica.

Bien qu'il confie à d'autres, et en particulier à son père Félix, le soin de photographier ou dessiner les œuvres dont il parle, il lui arrive aussi de photographier. Il en est ainsi de la Vénus de Brizet, pour laquelle il dépose un rapport à la Diana.